# Wolfgang Ipolt

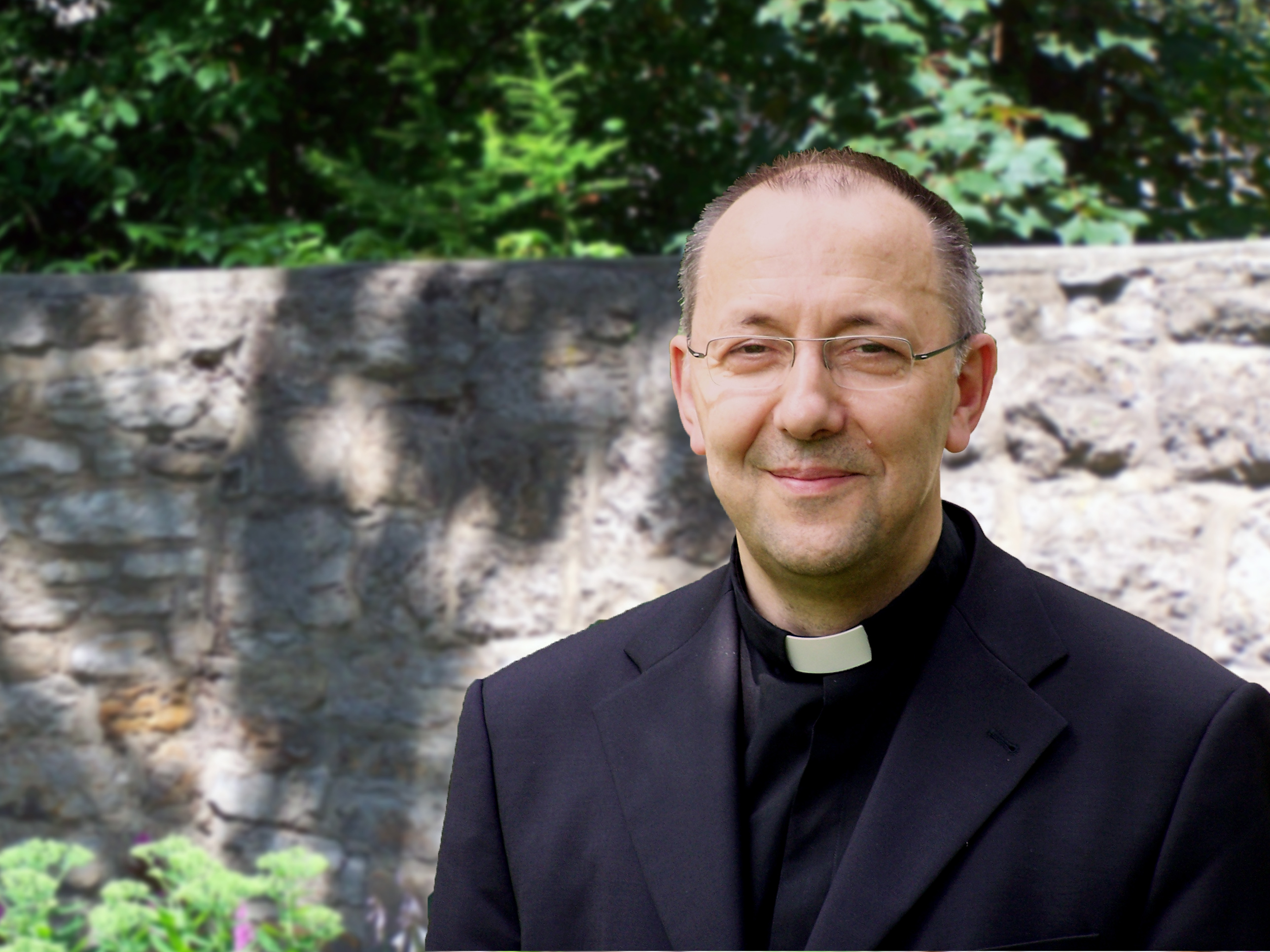
Bischof Wolfgang Ipolt im Garten des Priesterseminars Erfurt

Wolfgang Ipolt (* 17. März 1954 in Gotha) ist ein römisch-katholischer Theologe und seit 2011 Bischof von Görlitz.

## Leben

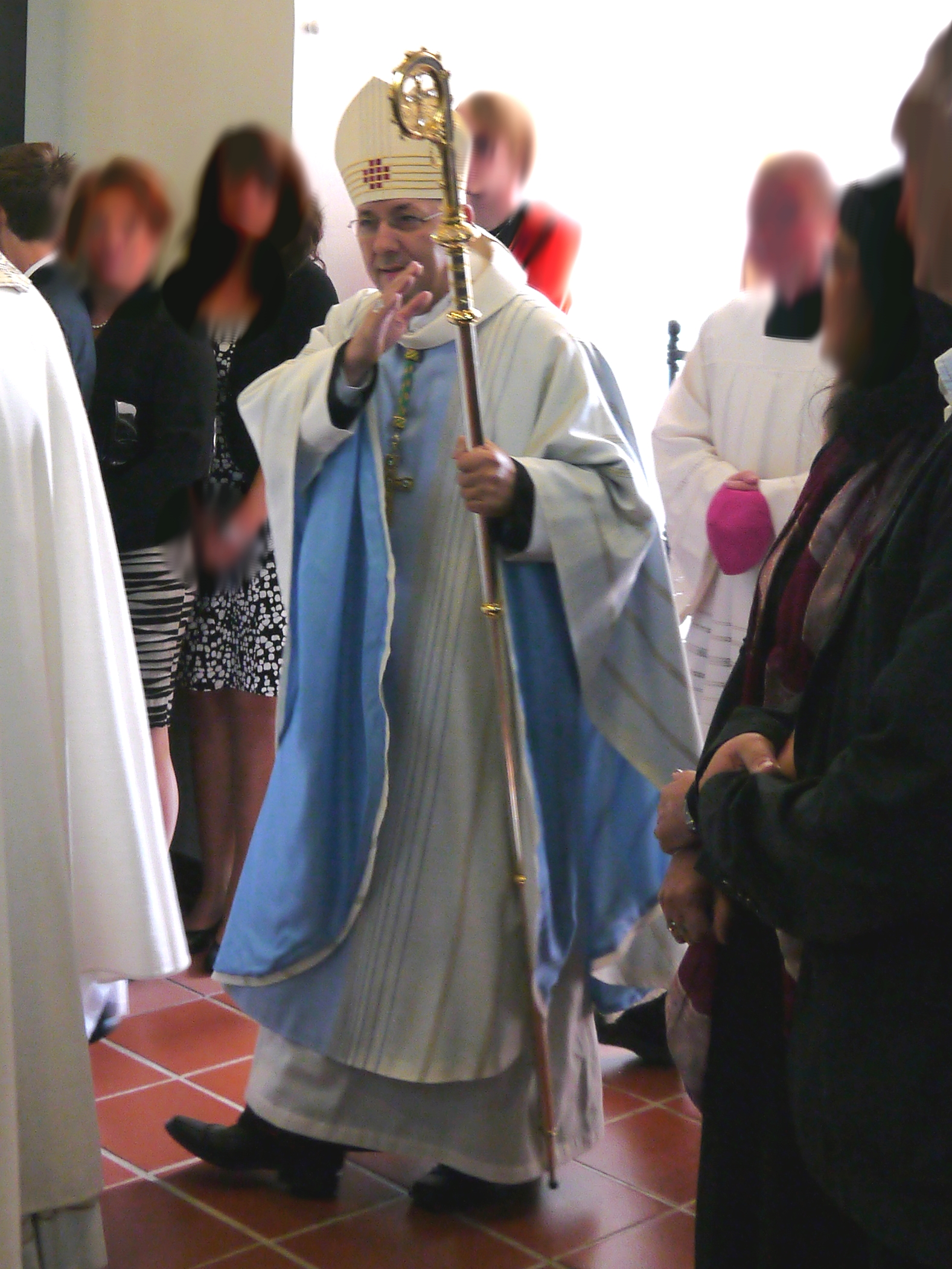
2012 zur Firmung in Finsterwalde

Wolfgang Ipolt legte 1972 das Abitur an der Arnoldischule seiner Heimatstadt ab. Nach dem Theologiestudium in Erfurt empfing er am 30. Juni 1979 durch den Erfurter Bischof Hugo Aufderbeck im Erfurter Dom die Priesterweihe und wurde zum Kaplan in Worbis bestellt.
1983 wechselte er für zwei Jahre zur Unterstützung der Seelsorge nach Berlin in die Pfarrei Ss. Corpus Christi. 1985 wurde Ipolt Kaplan in der Pfarrei St. Lorenz in Erfurt. 1989 wurde Wolfgang Ipolt Subregens des Erfurter Regional-Priesterseminares, der zentralen Priesterausbildungsstätte in der DDR. Parallel erwarb er das theologische Lizenziat im Fach Pastoraltheologie mit einer Arbeit über die Katechese in der DDR. 1992 wurde Ipolt Pfarrer am Nordhäuser Dom, 2001 wurde er zum nichtresidierenden Domkapitular des Erfurter Domkapitels ernannt.
Im November 2004 wurde er als Nachfolger von Ulrich Werbs zum Regens des Erfurter Regional-Priesterseminares berufen und leitete seitdem das Erfurter Priesterseminar, die einzige Priesterausbildungsstätte im Gebiet der ehemaligen DDR. Außerdem lehrte er an der Katholisch-Theologischen Fakultät der Universität Erfurt Theologie der Spiritualität.
Am 18. Juni 2011 ernannte ihn Papst Benedikt XVI. zum Bischof von Görlitz. Sein bischöflicher Wahlspruch ist Odorem notitiae Christi manifestare („Den Duft der Erkenntnis Christi verbreiten“). Die Bischofsweihe spendete ihm der Erzbischof von Berlin, Rainer Maria Woelki, am 28. August 2011 in der Kathedrale St. Jakobus in Görlitz; Mitkonsekratoren waren der Erfurter Bischof, Joachim Wanke, und der Augsburger Bischof, Konrad Zdarsa.
In der Deutschen Bischofskonferenz gehört er der  Pastoralkommission, der Kommission Weltkirche und deren Unterkommission für Mittel- und Osteuropa (insbes. Renovabis) an.
Ipolt ist Ehrenmitglied der Studentenverbindung KDStV Bavaria Bonn im CV.
Als Reaktion auf die Ergebnisse der MHG-Studie machte Ipolt bekannt, er werde am 5. Oktober 2018 seine „Solidarität mit den Opfern“ mit einem Tag des Fastens ausdrücken.

## Positionen (Auswahl)
Im März 2021 lehnte Ipolt die kirchliche Segnung gleichgeschlechtlicher Paare ab.
Ipolt gehört zu der Minderheit von 15 % der deutschen Bischöfe, die eine Frauenordination grundsätzlich ablehnen. Auf dem Synodalen Weg in Deutschland stimmte er 2022 und 2023 sowohl gegen eine Überprüfung des Ausschlusses der Frauen vom Priesteramt durch den Vatikan als auch gegen den Zugang der Frauen zum Diakonat, der niedrigsten Ordinationsstufe.

## Wirken
Bischof Ipolt fragte das Stift Heiligenkreuz nach einer möglichen Wiederbesiedelung des Klosters Neuzelle im Frühjahr 2014 an, welches der Abt ablehnte. Nach einer erneuten Anfrage vom 28. Juli 2015 stimmte Abt Maximilian Heim der Prüfung einer Neubesiedelung zu. Seit dem 2. September 2018 besteht ein neues Zisterzienserkonvent in Neuzelle mit derzeit (Stand 7/2024) acht Mönchen.

## Wappen

Bischofswappen

Das Wappen von Bischof Wolfgang Ipolt stellt sowohl seine natürliche als auch seine geistliche Herkunft dar. Durch vier Felder werden im Wappenschild sein natürlicher und geistlicher Weg in Symbolen festgehalten:
Das Mainzer Rad ist dem Erfurter Stadtwappen entnommen und stellt ursprünglich ein Christussymbol dar; in den Speichen des Rades lassen sich die beiden griechischen Buchstaben Chi und Rho, das Christusmonogramm, erkennen. Bischof Ipolt war Priester des Bistums Erfurt, und so erinnert es an seine Herkunft und an den Ort seiner Priesterweihe.
Das vom Schwert durchbohrte Buch ist das Zeichen für Bonifatius, den Apostel Deutschlands. Wolfgang Ipolt stammt aus dem thüringischen Gotha und ist in der dortigen katholischen Pfarrkirche St. Bonifatius getauft worden. In dieser Kirche empfing er auch das Sakrament der Firmung und feierte als Priester seine erste heilige Messe.
Die schlesischen Lilien auf rotem Grund erinnern an den historischen  Zusammenhang des Bistums Görlitz mit dem Erzbistum Breslau.
Die Jakobsmuschel steht sowohl für die Stadt Görlitz als auch für die Kathedrale des Bistums. Die Stadt Görlitz liegt an einem alten Jakobsweg, und die Kathedrale ist nach dem Apostel Jakobus dem Älteren benannt. Die Muschel erinnert daran, dass Christen immer Pilger sind.
Ipolts Wahlspruch Odorem notitiae Christi manifestare steht unterhalb des Wappens und lautet übersetzt: „Den Duft der Erkenntnis Christi verbreiten“ (2 Kor 2,14 ).